# Cacostola sirena
Cacostola sirena är en skalbaggsart som beskrevs av Dillon 1946. Cacostola sirena ingår i släktet Cacostola och familjen långhorningar.
Artens utbredningsområde är Venezuela. Inga underarter finns listade.